# Parc Natural Văcărești
El Parc Natural Văcărești (en romanès: Parcul Natural Văcărești) és un parc natural situat a Bucarest, Romania, conegut pels seus aiguamolls que envolten el llac Văcărești.

## Història
Amb 190 hectàrees (470 acres), la zona on s'aixeca el parc formava part d'una gran zona pantanosa als afores de Bucarest. Al seu oest hi havia la zona coneguda com la "vall del plor", que era la deixalleria de Bucarest interbellum.
Gran part de la zona pantanosa que envolta el parc va ser drenada per la Romania comunista, construint un barri de blocs d'apartaments, mentre que la "vall del plor" es va convertir en el parc del Tineretului.
El president Nicolae Ceaușescu volia construir un embassament que suposadament s’havia d’omplir des del riu Argeș a través del llac Mihăilești. Com a tal, es va construir una presa de formigó per envoltar el llac. Les poques cases modestes situades en aquesta zona van ser comprades per l’Estat i enderrocades. Els plans de desenvolupament van ser abandonats quan el comunisme va caure i la zona va ser recuperada per la natura.
El 2003, el Ministeri de Medi Ambient va donar la concessió de la zona per 49 anys a la Reial Societat Romanesa de 6 milions de dòlars. Se suposava que la companyia invertiria més de mil milions de dòlars en un complex de cultura esportiva, però no va respectar la seva part del contracte. A causa de la inutilització de la zona durant un període tan llarg, la vida vegetal i la vida salvatge van florir als límits de la presa. Alguns consideren que la biodiversitat que s’hi troba ara és comparable a la d’un petit delta fluvial. Un estudi del 2013 va comptar centenars d'espècies de plantes i 96 espècies diferents d'aus.
El 5 de juny de 2014, la zona del llac Văcărești va ser declarada zona natural protegida i anomenada Parc Natural de Văcărești pel Govern de Romania.
El parc natural de Văcărești va ser l'escenari del documental Acasă, My Home de Radu Ciorniciuc el 2020, després d’una família que va viure al parc durant 20 anys.